# Luigi Mattei
Luigi Mattei, né le 17 mars 1702 à Rome, alors capitale des États pontificaux et mort dans la même ville le 30 janvier 1758, est un cardinal italien  du XVIIIe siècle.

## Biographie
Luigi Mattei est l'oncle des cardinaux Alessandro Mattei et Lorenzo Girolamo Mattei.
Après avoir obtenu un doctorat in utroque jure en 1727, il exerce diverses fonctions au sein de la Curie romaine, notamment comme clerc de la Chambre apostolique en 1743 et auditeur du Rote romaine en 1747.
Le pape Benoît XIV le crée cardinal lors du consistoire du 26 novembre 1753.

### Sources
- Fiche du cardinal Luigi Mattei sur le site fiu.edu